# Ornithostrongylus quadriradiatus
Ornithostrongylus quadriradiatus är en rundmaskart som först beskrevs av Stevenson 1904.  Ornithostrongylus quadriradiatus ingår i släktet Ornithostrongylus och familjen Ornithostrongylidae. Inga underarter finns listade i Catalogue of Life.